# Liste der Biografien/Stog
Liste der Biografien |
Portal Biografien |
Personensuche
# |
A |
B |
C |
D |
E |
F |
G |
H |
I |
J |
K |
L |
M |
N |
O |
P |
Q |
R |
S |
T |
U |
V |
W |
X |
Y |
Z |
?
 
Sa |
Sb |
Sc |
Sd |
Se |
Sf |
Sg |
Sh |
Si |
Sj |
Sk |
Sl |
Sm |
Sn |
So |
Sp |
Sq |
Sr |
Ss |
St |
Su |
Sv |
Sw |
Sy |
Sz
 
Sta |
Ste |
Sth |
Sti |
Stj |
Stl |
Sto |
Str |
Sts |
Stt |
Stu |
Stv |
Stw |
Sty
 
Stoa |
Stob |
Stoc |
Stod |
Stoe |
Stof |
Stog |
Stoh |
Stoi |
Stoj |
Stok |
Stol |
Stom |
Ston |
Stoo |
Stop |
Stoq |
Stor |
Stos |
Stot |
Stou |
Stov |
Stow |
Stox |
Stoy |
Stoz
Die Liste der Biografien führt alle Personen auf, die in der deutschsprachigen Wikipedia einen Artikel haben. Dieses ist eine Teilliste mit 36 Einträgen von Personen, deren Namen mit den Buchstaben „Stog“ beginnt.

## Stog

### Stogb
- Stögbauer, Michaela (* 1960), deutsche Schauspielerin

### Stogd
- Stogdill, Ralph M. (1904–1978), US-amerikanischer Psychologe und Professor

### Stoge
- Stöger, Alfred (1900–1962), österreichischer Filmregisseur und Filmproduzent
- Stöger, Alois (1904–1999), österreichischer Geistlicher, Weihbischof in St. Pölten
- Stöger, Alois (1921–1998), österreichischer Ordensgeistlicher, Abt von Stift Wilten, Großprior der österreichischen Statthalterei des Ritterorden vom Heiligen Grab zu Jerusalem
- Stöger, Alois (* 1960), österreichischer Gewerkschafter (FSG) und Politiker (SPÖ)
- Stöger, August Karl (1905–1989), österreichischer Kinder- und Jugendbuchautor, Übersetzer sowie Volks- und Hauptschullehrer und Hauptschuldirektor
- Stöger, Bernhard (1757–1815), deutscher katholischer Theologe, Philosoph und Pädagoge
- Stöger, Birgit (* 1975), österreichische Schauspielerin
- Stöger, Carl junior (1870–1949), österreichischer Baumeister und Architekt
- Stöger, Johann, österreichischer Politiker (NSDAP), Landtagsabgeordneter
- Stöger, Johann August (1791–1861), österreichischer Theaterdirektor und Sänger (Tenor)
- Stöger, Johann Baptist (1810–1883), Laienbruder der Redemptoristen-Kongregation
- Stöger, Karl (1905–1946), österreichischer Politiker, Landtagsabgeordneter im Burgenland
- Stöger, Karl (* 1976), österreichischer Jurist
- Stöger, Kevin (* 1993), österreichischer FußballspielerKevin Stöger (* 1993)

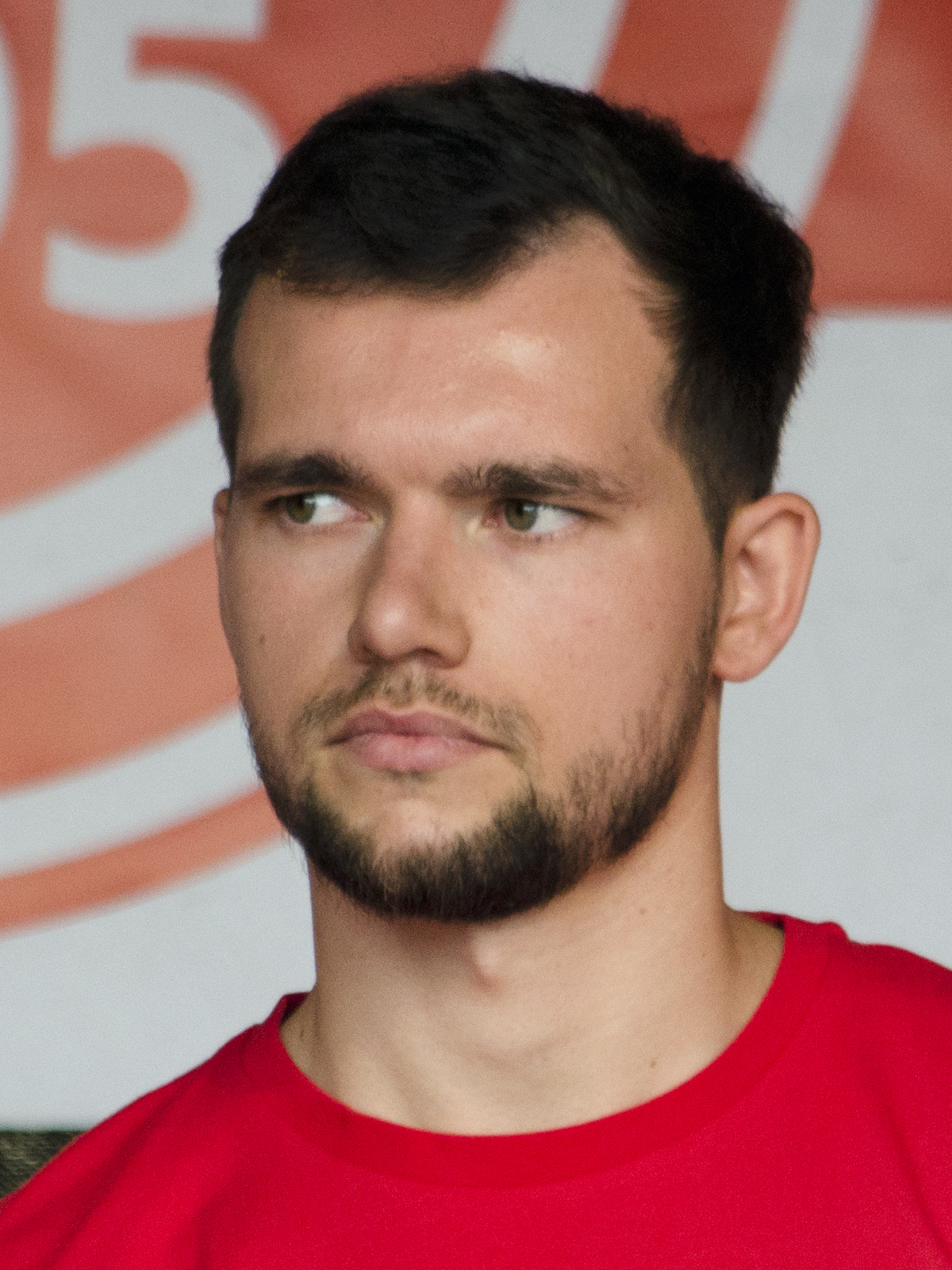
Kevin Stöger (* 1993)

- Stöger, Marcel (* 2006), österreichischer Fußballspieler
- Stöger, Marianne (* 1934), österreichische Krankenschwester
- Stöger, Otto (1833–1900), deutscher Bühnenmaler
- Stöger, Pascal (* 1990), österreichischer Fußballspieler
- Stöger, Peter (1939–1997), österreichischer Künstler und Literat
- Stöger, Peter (* 1966), österreichischer Fußballspieler und -trainerPeter Stöger (* 1966)

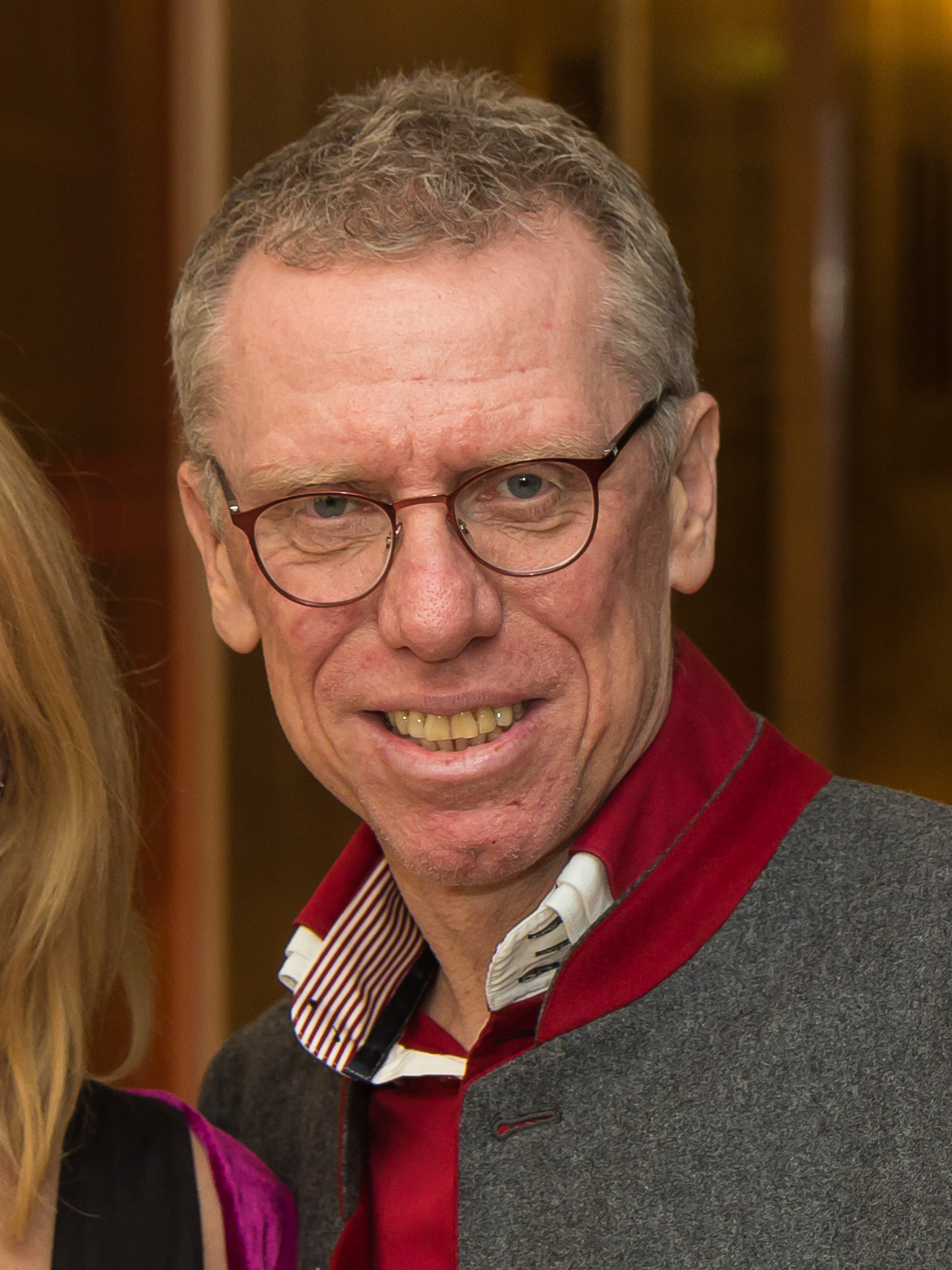
Peter Stöger (* 1966)

- Stöger, Silvia (* 1945), österreichische Politikerin (SPÖ), oberösterreichische Landesrätin
- Stöger, Wolfgang (1890–1945), deutsches NS-Opfer
- Stöger-Ostin, Georg (1874–1965), deutscher Autor
- Stöger-Steiner von Steinstätten, Margarete (1893–1969), österreichische Verlegerin, Erzählerin und Frauenrechtlerin
- Stöger-Steiner von Steinstätten, Rudolf (1861–1921), österreichisch-ungarischer Kriegsminister
- Stögerer, Kurt (1923–1992), österreichischer Architekt

### Stogm
- Stögmüller, Alfred (1925–2004), österreichischer Theaterintendant
- Stögmüller, David (* 1987), österreichischer Politiker der Grünen Oberösterreich
- Stögmüller, Heinz (1938–2023), österreichischer Architekt

### Stogn
- Stögner, Gregor (1920–1983), österreichischer Landwirt und Politiker (SPÖ), Abgeordneter zum Nationalrat
- Stögner, Hans (1876–1962), österreichischer Politiker (CSP), Abgeordneter zum Nationalrat
- Stögner, Karin (* 1974), österreichische Soziologin

### Stogo
- Stogow, Wladimir Stepanowitsch (1930–2005), sowjetischer Gewichtheber
- Stogowski, Józef (1899–1940), polnischer Eishockeytorwart